# Cesária Évora
Cesária Évora (n. 27 august 1941, Mindelo – d. 17 decembrie 2011) a fost o cântăreață originară din Republica Capului Verde, recunoscută pentru vocea sa gravă, specifică contraltelor. Évora a început să cânte în 1957, însă și-a făcut debutul discografic de-abia în anul 1988 prin intermediul discului La Diva Aux Pieds Nus. Având o carieră care s-a întins pe parcursul a șase decenii, Évora era numită „Diva desculță” deoarece prefera să urce pe scenă fără a purta încălțăminte; materialele sale discografice au fost comercializate în peste cinci milioane de exemplare pe plan internațional, iar Évora este considerată una dintre cele mai de succes cântărețe care au provenit din Republica Capului Verde.

## Turneele în România
Cesaria Evora a vizitat România de câteva ori, pentru scurte perioade de timp, susținând aici mai multe concerte, ultimele două în octombrie 2010 și anume la 15 octombrie 2010 la Sala Sporturilor din Brașov și apoi la 18 octombrie 2010, la Sala Palatului din București.
În 2010, artista a devenit cetățean de onoare al Capitalei. Cesaria Evora ar fi trebuit să mai cânte în Capitală pe 3 iulie 2008, în Amfiteatrul Mihai Eminescu din Parcul Național (concert anulat pentru că artista a suferit un accident vascular cerebral în aprilie 2008, pe scenă, în timpul unui concert în Australia), precum și pe 15 mai 2011, la Arenele Romane, dar și-a amânat și acest spectacol din cauza unor probleme medicale. În 2011, Cesaria Evora urma să mai susțină o serie de concerte la Timișoara, în 3 octombrie, în București, pe 5 octombrie, și la Cluj, în 7 octombrie, dar, din motive de sănătate, a anulat turneul. Comunicatul de presă a sunat astfel: "Cesaria a decis de comun acord cu producătorul și managerul său, Jose da Silva, să pună capăt definitiv carierei sale, renunțând la viața itinerantă care a dus-o în patru colțuri ale lumii de la începutul carierei pe scena internațională, în 1991".

## Discografie
Albume de studio
- La Diva Aux Pieds Nus (1988)
- Distino di Belita (1990)
- Mar Azul (1991)
- Miss Perfumado (1992)
- Cesária (1995)
- Cabo Verde (1997)
- Café Atlantico (1999)
- São Vicente di Longe (2001)
- Voz d'Amor (2003)
- Rogamar (2006)
- Nha Sentimento (2009)
- Cesaria Evora & ... (2010)

### Compilații și albume live
- Live à l'Olympia (Live album, recorded at the Paris Olympia, 12 & 13 June 1993)
- Sodade – Les Plus Belles Mornas de Cesária (Best of compilation, 1994)
- Club Sodade (Remix album, 1996)
- Colors of the World (Allegro Music, 1997)
- Live Lugano July 1997 (Live album, recorded at Lugano, 1997)
- Best Of' (Best of compilation, 1998) CAN: Gold[16]
- Great Expectations film soundtrack. 1998 Atlantic Records featuring Bésame Mucho
- Anthology (Best of compilation, 2002)
- Les Essentiels (Best of compilation, 2003)
- Anthologie – Mornas & Coladeras (Double CD edition of Anthology, 2004)
- Live d'Amor (Live DVD, recorded in 2004 at Le Grand Rex, Paris, 2004)
- Un Geste Pour Haiti"
- Grand Collection (Best of compilation, 2007)
- The Essential Cesaria Evora (2 CD set 2010)
- Radio Mindelo (Best of compilation, 2010)

### Albume post-mortem
- 16 Biggest Hits (Best of compilation, 2012)
- Super Hits (Best of compilation, 2013)
- Mae Carinhosa (2013)

### Single-uri
- Cabo Verde (1991)
- Mar Azul (1991)
- Sodade (1992)
- Nha Cancera Ka Tem Medida (1995)
- Apocalipse (1997)
- Cabo Verde Manda Mantenha (1999)
- Carnaval De Sao Vicente (2000)
- Nutridinha (2001)
- Tiempo Y Silencio (2001) (with Pedro Guerra)
- Yamore (2002) (with Salif Keita)
- Mar De Canal (2003)
- Africa Nossa (2006) (with Ismael Lo)
- Ligereza (2009)

### Clipuri video
| An   | Video                                   |
| ---- | --------------------------------------- |
| 1991 | "Cabo Verde"                            |
| 1991 | "Mar Azul"                              |
| 1992 | "Sodade"                                |
| 1995 | "Nha Cancera Ka Tem Medida"             |
| 2001 | "Tiempo Y Silencio" (with Pedro Guerra) |
| 2002 | "Yamore" (with Salif Keita)             |
| 2003 | "Mar De Canal"                          |
| 2006 | "Africa Nossa" (with Ismael Lo)         |

## Filmografie
- 2002 - Live in Paris (DVD)
- 2004 - Live d'Amor (DVD)

## Galerie de imagini

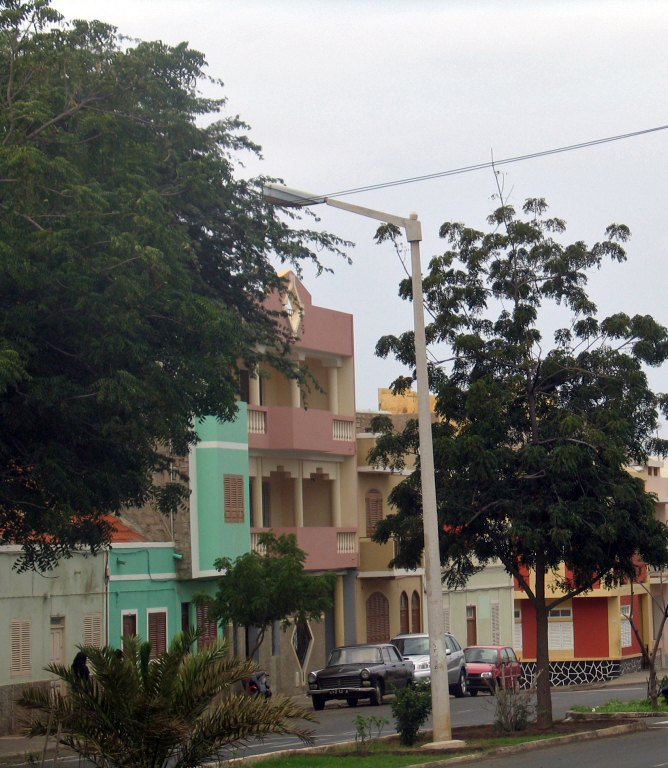
Casa Cesáriei Évora
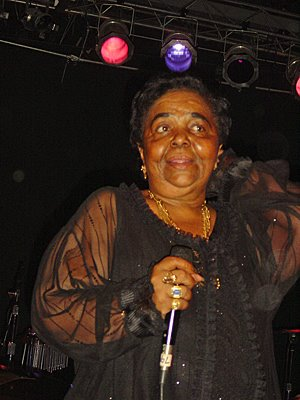
Cesára Évora în concert la San Diego, California, Statele Unite ale Americii (19 martie 2006)
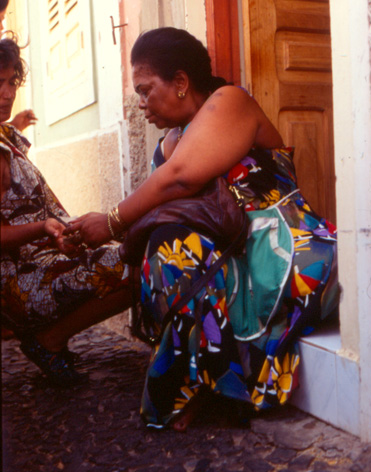
Cesária Évora în pragul ușii, Mindelo